# Asa, Växjö kommun
Asa är kyrkby i Asa socken i Växjö kommun i Kronobergs län belägen vid norra ändan av Asasjön norr om Växjö. 
I byn ligger Asa kyrka.

### Fotnoter
1. ↑  ”Bilder från vandringen i Asa kyrkby”. Sveriges hembygdsförbund. 14 mars 2017. Arkiverad från originalet den 1 december 2017. https://web.archive.org/web/20171201044324/https://www.hembygd.se/asa/2017-2/bilder-fran-vandringen-i-asa-kyrkby/. Läst 21 november 2017.